# Daniel Dargent
Daniel Dargent (* 26. Mai 1937 in Lyon; † 12. Mai 2005 ebenda) war ein französischer Gynäkologe.

## Leben
Daniel Dargent wurde als Sohn von Marcel Dargent geboren, der Direktor des Centre Léon Bérard, einem Krebsforschungszentrum in Lyon, war. Nach dem Studium der Medizin absolvierte Daniel Dargent eine Facharztweiterbildung, die er 1959 abschloss. 1966 wurde er promoviert. Er arbeitete unter Pierre Magnin (1913–2001) an der Gynäkologischen Klinik am Hôpital Edouard Herriot der Universität Claude Bernard, wurde stellvertretender Direktor und 1970 Privatdozent für Gynäkologie und Geburtshilfe. Nach kurzer Tätigkeit als Leiter der Abteilung für Gynäkologie am Hôtel-Dieu in Lyon kehrte er an das Hôpital Edouard Herriot zurück, wo er die Abteilung für Gynäkologische Onkologie bis zu seiner Emeritierung 2003 leitete und Professor an der Medizinischen Fakultät der Universität war.
Von 1992 bis 1993 war Dargent Präsident der Societe Francaise de Gynecologie. Er war Gründer der Société internationale francophone de chirurgie pelvienne, die aus der Vereinigung der Société de chirurgie endoscopique und der Société de chirurgie gynécologique pelvienne entstand. 1980 war er Begründer des Cercle Recamier, einer Organisation, die sich der Lehre und Verbreitung vaginaler Operationsverfahren verschrieben hat und nach dem französischen Gynäkologen Joseph Récamier (1774–1852) benannt wurde. Daniel Dargent war Mitglied zahlreicher wissenschaftlicher Gesellschaften, wie der Society of Pelvic Surgeons.
Daniel Dargent war einer der Ersten, der laparoskopische Verfahren bei bösartigen Erkrankungen in der Gynäkologie einsetzte und die Vorteile der verschiedenen operativen Zugangswege untersuchte und miteinander verband. 1987 kombinierte Dargent bei Gebärmutterhalskrebs eine laparoskopische retroperitoneale Lymphadenektomie mit der Schauta Operation und aktualisierte als Erster die erweiterte vaginale Hysterektomie. 1992 hat er die laparoskopisch assistierte radikale Hysterektomie (LAVRH) weiter bearbeitet und die laparoskopische Absetzung der Gebärmutterhalsbänder und die vaginale Harnleiterpräparation standardisiert. Die Methode wurde 1998 durch seinen Schüler Marc Possover als nervsparende LAVRH weiterentwickelt.
Dargents größte Innovation war die Entwicklung der radikalen Trachelektomie zur Behandlung des Gebärmutterhalskrebses unter Erhalt der Fertilität im Jahr 1994. Bei dem Operationsverfahren wird ein Teil des Gebärmutterhalses und der Gebärmutterkörper erhalten. Der Eingriff, der sich von Lyon aus weltweit verbreitete, wird auch als Operation nach Dargent. bezeichnet.
Daniel Dargent erkrankte selbst an Krebs. Die ersten klinischen Anzeichen der Erkrankung traten während einer Live-Demonstration einer Operation im Operationssaal auf. Er verstarb 2005 an den Folgen seiner Erkrankung.

## Schriften
- mit Georges Beau: Le col utérin: états précancéreux et cancers débutants. Medsi/McGraw-Hill, 1989, ISBN 2-86439-193-7.
- mit Denis Querleu und Joel M. Childers: Laparoscopic surgery in gynaecological oncology. Blackwell Science, 1999, ISBN 0-86542-692-9.
- mit Michel Cosson und Denis Querleu: Chirurgie vaginale. Elsevier Masson, 2003, ISBN 2-294-00711-5.
- mit Denis Querleu, Marie Plante und Karina Reynolds: Vaginal and laparoscopic vaginal surgery. Taylor & Francis, 2004, ISBN 1-84184-244-3.
- mit Michel Cosson und Denis Querleu: Cirugía ginecológica por vía vaginal. Ed. Médica Panamericana, 2005, ISBN 84-7903-937-X.
- mit Michel Cosson und Denis Querleu: Vaginale Chirurgie. Elsevier, Urban & Fischer, München 2006, ISBN 3-437-24270-9.
- mit Michel Cosson und Denis Querleu: Vaginal Surgery. Taylor & Francis, 2006, ISBN 0-8247-1984-0.